# Unleashed (2005)
Unleashed (bra: Cão de Briga; fra: Danny the Dog; prt: Danny the Dog - Força Destruidora) é um filme de ação/drama lançado em 2005, dirigido por Louis Leterrier com roteiro de Luc Besson.

## Sinopse
Danny é criado por um perigoso gangster, que o treinou como um cão de guarda. Após um acidente de carro, Danny consegue fugir de seu dono e aprende a viver entre os humanos. Só que, como seu dono não gosta de perder, sai à procura de seu precioso cão que lhe rende tanto dinheiro. Mas ele não sabe que Danny aprendeu a viver com amigos tendo que superar muitos desafios.

## Elenco
- Jet Li .... Ti Chan/Danny the Dog
- Morgan Freeman .... Sam
- Kerry Condon .... Victoria
- Bob Hoskins .... Bart
- Vincent Regan .... Raffles
- Dylan Brown .... Lefty
- Tamer Hassan .... Georgie
- Michael Jenn .... Wyeth
- Scott Adkins .... Swimming Pool Fighter

## Trilha sonora
A trilha do filme foi feita pelo grupo de trip hop britânico, Massive Attack.